# 吉利群岛

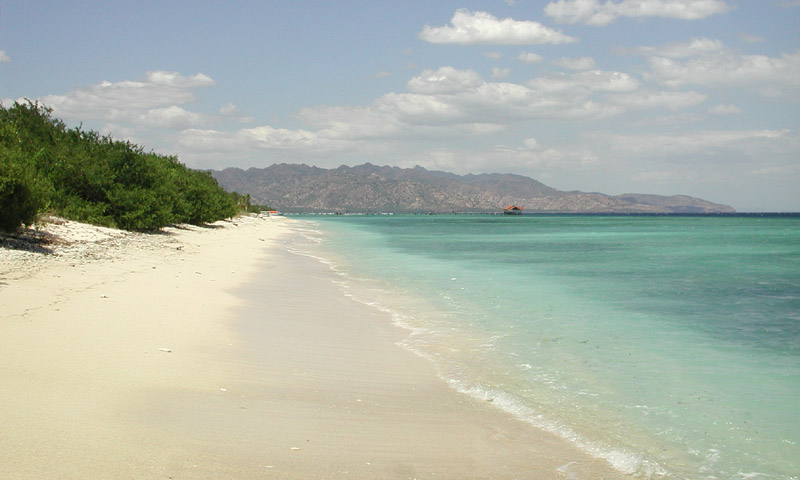
吉利群岛

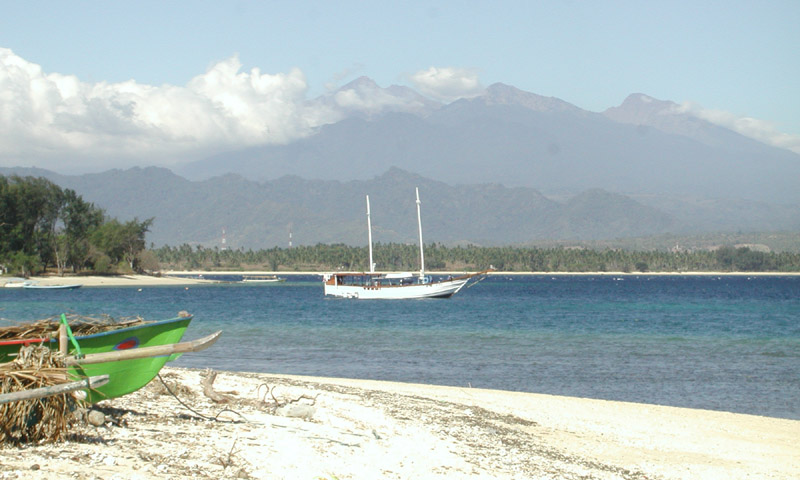
由Gili Air島看龍目島林賈尼火山

吉利群岛（印尼語：或）是印尼西努沙登加拉省一个群岛。每座島嶼設有數個小型度假村。当地大多数居民在Trawangan岛的東岸居住。地方法例禁止機動車駛入岛內，所以當地主要的交通工具是自行车和马车。